# アカセセリ
アカセセリ（赤挵、 Hesperia florinda）は、チョウ目（鱗翅目）セセリチョウ上科セセリチョウ科に属するチョウの一種。

## 概要
草原に棲む茶色のセセリチョウ。前翅裏の付け根は赤くなるが、名のように全体が赤いわけではなく、全体的には赤みがかった黄褐色のまだら模様を持つ。コキマダラセセリとよく似かよっており、日本国内では本種の分布域には必ずコキマダラセセリが分布するので同定には注意が必要。翅の裏に緑色がかる・後翅の明色斑はつながらないで散らばる・触角先端の太くなる部分が短いなどで識別する。
食草はカヤツリグサ科のヒカゲスゲのみ。成虫は7-8月に出現する。性質は他のセセリと同様で、敏捷な飛び方をし、花や獣糞・腐果・湿地などによく来る。
卵で越冬する日本産セセリチョウは、南方産の不定越冬態種（バナナセセリやコウトウシロシタセセリなど）を除けば本種のみである。

## 分布
関東地方から中部地方にかけての山地草原のみ。
日本国外ではロシアバイカル地方-極東・中国東北部・朝鮮半島。

## 保全状況評価
絶滅危惧IB類 (EN)（環境省レッドリスト）
2007年までの環境省レッドリストでは絶滅危惧II類であったが、2012年には絶滅危惧IB類に指定された。